# Hrvatski rukometni kup za muškarce 2009./10.
Hrvatski rukometni kup za muškarce za sezonu 2009./10. je osmi put zaredom osvojio Zagreb Croatia osiguranje.

## Rezultati

### Osmina završnice
| klub1                               | rez.  | klub2                       |
| ----------------------------------- | ----- | --------------------------- |
| Bjelovar                            | 31:27 | Karlovačka banka (Karlovac) |
| Zamet Rijeka                        | 25:43 | Zagreb Croatia osiguranje   |
| Osijek                              | 26:34 | Metković                    |
| Brod Konstruktor (Slavonski Brod)   | 43:44 | Siscia (Sisak)              |
| MIKA*IPC Čakovec                    | 40:24 | Varteks Di Caprio Varaždin  |
| Poreč                               | 27:37 | NEXE Našice                 |
| Kaštela Adriachem (Kaštel Gomilica) | 29:28 | Medveščak NFD Zagreb        |
| Zadar Slad Ice C                    | 28:31 | Moslavina Kutina            |

### Četvrtrzavršnica
| klub1                               | rez.  | klub2            |
| ----------------------------------- | ----- | ---------------- |
| MIKA*IPC Čakovec                    | 34:32 | Moslavina Kutina |
| Kaštela Adriachem (Kaštel Gomilica) | 30:29 | Bjelovar         |
| Zagreb Croatia osiguranje           | 36:23 | Siscia (Sisak)   |
| Metković                            | 19:43 | NEXE Našice      |

### Završni turnir
Igran u Makarskoj.
| klub1                               | rez.          | klub2                               |
| poluzavršnica                       | poluzavršnica | poluzavršnica                       |
| ----------------------------------- | ------------- | ----------------------------------- |
| MIKA*IPC Čakovec                    | 0:10 bb       | Kaštela Adriachem (Kaštel Gomilica) |
| Zagreb Croatia osiguranje           | 39:30         | NEXE Našice                         |
|                                     |               |                                     |
| za pobjednika                       |               |                                     |
| Kaštela Adriachem (Kaštel Gomilica) | 26:40         | Zagreb Croatia osiguranje           |

## Poveznice
- Dukat Premijer liga 2009./10.
- Dukat 1. HRL 2009./10.
- 2. HRL 2009./10.
- 3. HRL 2009./10.
- 5. rang hrvatskog rukometnog prvenstva 2009./10.